# Eller (Düsseldorf)
Eller, Düsseldorf-Eller — dzielnica miasta Düsseldorf w Niemczech, w okręgu administracyjnym 8, w kraju związkowym Nadrenia Północna-Westfalia, w rejencji Düsseldorf.  